# Mala Kneža
Mala Kneža je nenaseljeni otočić u hrvatskom dijelu Jadranskog mora. Nalazi se kod sjeverne obale otoka Korčule, kod rta Kneža, na najužem dijelu Pelješkog kanala i katastarski pripada gradu Korčuli.
Njegova površina iznosi 14040 m². Dužina obalne crte iznosi 0,446 km, a iz mora se uzdiže oko 5 m.